# پیتر برت (قایقران قایق بادبانی)
پیتر برت (انگلیسی: Peter Barrett; ۲۰ فوریهٔ ۱۹۳۵ – ۱۷ دسامبر ۲۰۰۰) قایقران قایق بادبانی اهل ایالات متحده آمریکا بود.